# 315 (szám)
A 315 (római számmal: CCCXV) egy természetes szám.

## A szám a matematikában
A tízes számrendszerbeli 315-ös a kettes számrendszerben 100111011, a nyolcas számrendszerben 473, a tizenhatos számrendszerben 13B alakban írható fel.
A 315 páratlan szám, összetett szám, kanonikus alakban a 32 · 51 · 71 szorzattal, normálalakban a 3,15 · 102 szorzattal írható fel. Tizenkettő osztója van a természetes számok halmazán, ezek növekvő sorrendben: 1, 3, 5, 7, 9, 15, 21, 35, 45, 63, 105 és 315.
A 315 négyzete 99 225, köbe 31 255 875, négyzetgyöke 17,74824, köbgyöke 6,80409, reciproka 0,0031746. A 315 egység sugarú kör kerülete 1979,20337 egység, területe 311 724,53105 területegység; a 315 egység sugarú gömb térfogata 130 924 303,0 térfogategység.